# Dørvær
Dørvær is een archipel in de gemeente Træna in Nordland, Noorwegen. De eilandengroep heeft een tiental eilanden en eilandjes, waarvan Buøya, Ørkja, Nordskarven, Dørværøya, Torvøya, Bukkøya en Geitøya de grootste zijn. Er zijn veel riffen rond de archipel.
Dørvær ligt net ten zuiden van de noordpoolcirkel en is de archipel in Træna die het dichts bij het vaste land ligt. De eilandengroep was voorheen bewoond, maar de laatste bewoner verliet het eiland in de jaren '90.
De naam van het eiland heeft waarschijnlijk zijn oorsprong in het woord dyrgja, een woord dat mogelijk gebruik werd voor een school, te weten een grote groep vissen van dezelfde soort die dicht op elkaar zwemmen. In het Oudnoords houdt dit woord echter een vrouwelijke dwerg in. Een andere optie is het woord dorg, dat kan worden vertaald als 'kleine vislijn'.